# Old Dads
Old Dads è un film del 2023 diretto da Bill Burr al suo esordio alla regia.
Il film racconta la storia di tre amici di mezza età e le loro difficoltà a relazionarsi con il mondo moderno e con la paternità.

## Trama
Jack, Connor e Mike sono tre amici di mezza età che hanno appena ceduto la loro azienda di magliette vintage. Jack ha un serio problema di gestione della rabbia, ha un figlio piccolo ed aspetta la seconda figlia dalla moglie Leah, quest'ultima sta provando a far accettare il primogenito da una scuola elementare esclusiva grazie al supporto della preside dell'asilo dottoressa Lois Schmieckel-Turne. Quest'ultima non vede di buon occhio Jack a causa del suo comportamento aggressivo. Connor ha un figlio, anch'esso all'asilo della dottoressa Lois Schmieckel-Turne, iperattivo e violento ma non riesce ad educarlo perché succube della moglie Cara ossessionata dal lasciare la libertà assoluta al figlio. Mike è divorziato ed ha già due figli adulti, apprezza il fatto che la sua nuova fidanzata Briteney non voglia impegni o figli. La loro vita è destinata a cambiare profondamente quando, la nuova società che ha acquistato la loro azienda, con la promessa di tenerli come consulenti senior, li licenzia improvvisamente per aver infranto le regole morali, essendo stati registrati durante una conversazione privata in auto, per la stessa clausola le azioni dell'azienda non vengono pagate lasciandoli senza soldi e senza lavoro.

## Produzione
Lo spec script per Old Dads venne notato nel 2020. Nel Marzo del 2022, venne annunciato che Bill Burr sarebbe stato il co-scrittore, regista e protagonista in un progetto chiamato Old Dads per la Miramax in società con la casa di produzione di Burr stesso, la All Things Comedy. Venne successivamente annunciato che insieme a Burr avrebbero partecipato come attori Bobby Cannavale e Bokeem Woodbine.
La sceneggiatura è stata scritta da Ben Tishler, che è anche produttore insieme a Burr, Bill Block, Monica Levinson e Mike Bertolina. In March 2022, it was reported that Katie Aselton was playing Burr's wife Leah. Nello stesso mese, Reign Edwards si aggiunge al cast nel ruolo di Britney, la ragazza di Woodbine.
Le riprese principali sono iniziate a Los Angeles il 2 marzo 2022 e sono stati resi noti i nomi di Jackie Tohn, Miles Robbins, Rachael Harris, Dash McCloud, Justin Miles, Natasha Leggero, Katrina Bowden, Josh Brener e Rory Scovel. Il film è stato descritto come "semi-autobiografico" da The Hollywood Reporter, che ha intervistato Burr dalla sua roulotte sul set nell'aprile 2022, e che la sceneggiatura è stata ispirata da Burr e Tishler che hanno entrambi sperimentato la paternità relativamente tardi nella vita. Bertolina l'ha definito "lo stand-up di Bill in forma narrativa".

## Distribuzione
Il film è stato reso disponibile direttamente su Netflix il 20 ottobre del 2023.